# Colias hecla
Colias hecla é uma borboleta da família Pieridae. Na Europa, ela é encontrada na parte norte da Noruega, Suécia e Finlândia até alturas de 900 m. Ela também é encontrada na Groenlândia, Alasca, nos Territórios do Noroeste, Yukon, Quebec, Labrador, Manitoba, Chukotka e no Extremo Oriente.
As larvas se alimentam de espécies Astrágalo, incluindo o Astrágalo frigidus e Astrágalo alpinus bem como Trifolium repens. Elas também são conhecidas por se alimentarem de Salix arctica.